# Walter Stewart, 6.º Alto Administrador da Escócia
Walter Stewart (1293 - Bathgate, 9 de abril de 1327) era o filho de James Stewart, 5.º Grão-senescal da Escócia  e Egídia, filha de Walter de Burgh, Conde de Ulster. Foi o pai do rei Roberto II da Escócia.